# 伊斯兰在线
伊斯兰在线，即IslamOnline.net，是一个全球性的伊斯兰网站，网站的格言是“信誉和区别”，提供多种语言。根据Alexa Internet的调查，伊斯兰在线是访问量第六大的与伊斯兰教有关的网站。